# Templariusze (serial telewizyjny)
Templariusze – amerykański serial telewizyjny (dramat historyczny) wyprodukowany przez A+E Studios, The Combine, Midnight Radio, Stillking Films oraz PAKT Media, którego twórcami są  Don Handfield oraz Richard Rayner.
Serial będzie emitowany od 6 grudnia 2017 roku przez History, natomiast w Polsce dwa dni później na kanale HBO.

## Fabuła
Akcja serialu dzieje się w średniowieczu po upadku miasta Akki, kiedy z zakonu Templariuszy ginie w tajemniczych okolicznościach święty Graal. Rycerz Landry stara się go odnaleźć ryzykując własne życie.

## Obsada

### Główna
- Tom Cullen jako Landry[3]
- Sam Hazeldine jako Godfryd
- Simon Merrells jako Tankred[4]
- Pádraic Delaney jako Gawain[4]
- Ed Stoppard jako król Filip IV
- Olivia Ross jako królowa Joanna[4]
- Julian Ovenden jako Guillaume de Nogaret[4]
- Sabrina Bartlett jako księżniczka Izabela[4]
- Bobby Schofield jako Parsifal[4]
- Jim Carter jako papież Bonifacy VIII
- Sarah-Sofie Boussnina jako Adelina[4]
- Mark Hamill jako Talus

W mniejszych rolach i epizodach wystąpili m.in. Gina McKee, Robert Pugh.

## Odcinki
| Sezon | Odcinki | Oryginalna emisja w History | Oryginalna emisja w History | Oryginalna emisja w HBO Polska | Oryginalna emisja w HBO Polska | Oryginalna emisja w HBO Polska |
| Sezon | Odcinki | Premiera sezonu             | Finał sezonu                | Premiera sezonu                | Finał sezonu                   |                                |
| ----- | ------- | --------------------------- | --------------------------- | ------------------------------ | ------------------------------ | ------------------------------ |
| 1     | 10      | 6 grudnia 2017              | 7 lutego 2018               | 8 grudnia 2017                 | 9 lutego 2018                  |                                |
| 2     | 8       | 25 marca 2019               | 13 maja 2019                | 26 marca 2019                  | 14 maja 2019                   |                                |

## Sezon 1 (2017-2018)
| Nr | #  | Tytuł                                        | Reżyseria         | Scenariusz                           | Premiera History | Premiera HBO Polska |
| -- | -- | -------------------------------------------- | ----------------- | ------------------------------------ | ---------------- | ------------------- |
| 1  | 1  | You'd Know What To Do                        | Douglas Mackinnon | Don Handfield, Richard Rayner        | 6 grudnia 2017   | 8 grudnia 2017      |
| 2  | 2  | Find Us The Grail                            | Douglas Mackinnon | Don Handfield, Richard Rayner        | 13 grudnia 2017  | 15 grudnia 2017     |
| 3  | 3  | The Black Wolf and The White Wolf            | David Petrarca    | Dominic Minghella                    | 20 grudnia 2017  | 22 grudnia 2017     |
| 4  | 4  | He Who Discovers His Own Self, Discovers God | David Petrarca    | David Elliot, Jason Grote            | 27 grudnia 2017  | 29 grudnia 2017     |
| 5  | 5  | Hard Blows Will Banish The Sin               | Metin Hüseyin     | David Elliot, Jason Grote            | 3 stycznia 2018  | 5 stycznia 2018     |
| 6  | 6  | The Pilgrimage of Chains                     | Metin Hüseyin     | Sonny Postiglione                    | 10 stycznia 2018 | 12 stycznia 2018    |
| 7  | 7  | And Certainly Not The Cripple                | Douglas Mackinnon | Jason Grote, David Elliot            | 17 stycznia 2018 | 19 stycznia 2018    |
| 8  | 8  | IV                                           | Douglas Mackinnon | Vincent Angell                       | 24 stycznia 2018 | 26 stycznia 2018    |
| 9  | 9  | Fiat!                                        | Douglas Mackinnon | Vivian Tse, Sharon Hoffman           | 31 stycznia 2018 | 2 lutego 2018       |
| 10 | 10 | Do You See The Blue?                         | Douglas Mackinnon | Dominic Minghella, Sonny Postiglione | 7 lutego 2018    | 9 lutego 2018       |

## Sezon 2 (2019)
| Nr | # | Tytuł                           | Reżyseria        | Scenariusz                        | Premiera History | Premiera HBO Polska |
| -- | - | ------------------------------- | ---------------- | --------------------------------- | ---------------- | ------------------- |
| 11 | 1 | God's Executioners              | Rick Jacobson    | Aaron Helbing                     | 25 marca 2019    | 26 marca 2019       |
| 12 | 2 | The Devil Inside                | Samira Radsi     | Ethan Reiff, Cyrus Voris          | 1 kwietnia 2019  | 2 kwietnia 2019     |
| 13 | 3 | Faith                           | Samira Radsi     | Russell Rothberg                  | 8 kwietnia 2019  | 9 kwietnia 2019     |
| 14 | 4 | Equal before God                | David Wellington | Kristen Saberre                   | 15 kwietnia 2019 | 16 kwietnia 2019    |
| 15 | 5 | Road to Chartres                | David Wellington | Aaron Helbing                     | 22 kwietnia 2019 | 23 kwietnia 2019    |
| 16 | 6 | Blood Drenched Stone            | Roel Reine       | Ethan Reiff, Cyrus Voris          | 29 kwietnia 2019 | 30 kwietnia 2019    |
| 17 | 7 | Death Awaits                    | Roel Reine       | Russell Rothberg, Kristen SaBerre | 6 maja 2019      | 7 maja 2019         |
| 18 | 8 | As I Breathe, I Trust the Cross | Rick Jacobson    | Aaron Helbing                     | 13 maja 2019     | 14 maja 2019        |

## Produkcja
7 stycznia 2016 roku stacja History zamówiła  pierwszy sezon serialu.
W połowie maja 2016 roku, poinformowano, że główną rolę zagra Tom Cullen.
W kolejnym miesiącu ogłoszono, że do obsady dołączyli: Simon Merrells jako Tankred, Pádraic Delaney jako Gawain, Olivia Ross jako królowa Joanna Francuska, Julian Ovenden jako Guillaume de Nogaret, Sabrina Bartlett jako księżniczka Izabela, Bobby Schofield jako Parsifal oraz Sarah-Sofie Boussnina jako Adelina.
Zdjęcia kręcono w Dubrowniku